# Wolne Lektury
Wolne Lektury (do 2023 Fundacja Nowoczesna Polska) – polska fundacja, której celem jest działanie na rzecz zrozumienia i wykorzystywania technologii informatycznych, zwłaszcza w procesie edukacji.

## Historia fundacji
Fundacja powstała 6 grudnia 2001 roku z inicjatywy jej fundatorów: Wojciecha Szewki, Tadeusza Sawica oraz Ireneusza Nawrockiego. Pierwszym prezesem fundacji został Adam Piechowicz. W 2002 roku, na zlecenie firmy Intel fundacja w ramach programu „Nauczanie ku przyszłości” przeszkoliła 45 tys. nauczycieli z obsługi komputera. W 2004 roku fundacja uzyskała status organizacji pożytku publicznego. W 2007 roku została organizatorem Dnia Domeny Publicznej. Fundacja jest członkiem założycielem Koalicji Otwartej Edukacji (2008). Od 2012 roku jest także organizatorem konferencji CopyCamp, poświęconej przyszłości prawa autorskiego.
Od 2007 roku prezesem fundacji jest Jarosław Lipszyc.
W styczniu 2023 fundacja poinformowała o zmianie nazwy na Wolne Lektury.

## Projekty fundacji
Fundacja prowadzi obecnie programy Wolne Lektury, Edukacja Medialna, Prawo Kultury, realizując m.in. projekty: CopyCamp, Cybernauci, Olimpiada Cyfrowa, App Your School, EMELS. Wśród zakończonych projektów znalazły się np. Wolne Podręczniki, Wolne Okładki, Zabawnik, Kultura Remiksu, Czytamy słuchając, Remiksujemy bibliotekę, Audiobooki lektur szkolnych dla Polonii – II edycja, Cyfrowa Przyszłość, Trenerzy Edukacji Medialnej, Historia i Media. W prace wszystkich projektów fundacji włączają się wolontariusze.

### Wolne Lektury
Projekt biblioteki cyfrowej, udostępniającej swoje zasoby w otwartym Internecie. Utworzony w 2007, gromadzi lektury szkolne, które są zalecane do użytku przez Ministerstwo Edukacji Narodowej, i dzieła klasyki literatury polskiej i światowej, które dostępne są w domenie publicznej. Od 2016 roku zasoby biblioteki powiększane są o utwory współczesne udostępnione na Licencji Wolnej Sztuki 1.3. Biblioteka współtworzona jest przy współpracy z Biblioteką Narodową, Biblioteką Śląską i Biblioteką Elbląską, pod patronatem Ministerstwa Edukacji Narodowej, Ministerstwa Kultury i Dziedzictwa Narodowego oraz Stowarzyszenia Pisarzy Polskich.
Na początku marca 2009 liczba unikatowych użytkowników serwisu osiągnęła 100 tysięcy na miesiąc. Obecnie (maj 2021) w bibliotece znajduje się 5669 utworów. Ponadto w zbiorach Wolnych Lektur znajdują się audiobooki czytane przez takich aktorów jak Danuta Stenka, Jan Peszek czy Andrzej Chyra, które są dostępne w formatach MP3, Ogg Vorbis i DAISY. W ramach Dnia Domeny Publicznej 2011 został uruchomiony licznik domeny publicznej.
12 września 2011 roku – z okazji 90. rocznicy urodzin Stanisława Lema – fundacja ogłosiła „Turniej Elektrybałtów. Konkurs automatycznej poezji”. Był to „otwarty konkurs na najlepszego automatycznego poetę!”, który został rozstrzygnięty podczas Dnia Domeny Publicznej 2012, a jego zwycięzcą został Centonista. II edycja konkursu – „II Turniej Wolnych Lektur. Edycja wizualna” – został ogłoszony podczas Dnia Domeny Publicznej 2013 i „polegał na przygotowaniu i udostępnieniu na wolnej licencji (i w otwartym formacie) wizualizacji opartej na Wolnych Lekturach”.

### Cyfrowa Przyszłość/Edukacja Medialna
Program, w ramach którego tworzona jest koncepcja programu edukacji medialnej i informacyjnej dla szkół oraz instytucji zajmujących się edukacją nieformalną, takich jak domy kultury czy biblioteki. W ramach Programu opracowany został szczegółowy Katalog kompetencji medialnych oraz uruchomiono serwis Edukacja Medialna, w którym znajduje się ponad 200 scenariuszy zajęć gotowych do realizacji w gimnazjach, szkołach ponadgimnazjalnych, bibliotekach oraz domach kultury i jest pierwszym tego typu przedsięwzięciem w Polsce. W ramach programu prowadzimy działania szkoleniowe przygotowujące do wdrażania edukacji medialnej.
Obecnie realizowane są m.in. projekty: Cybernauci - kompleksowy projekt kształtowania bezpiecznych zachowań w sieci, w ramach którego w szkołach w całej Polsce realizowane są zajęcia wzmacniające kompetencje w zakresie bezpieczeństwa w Internecie; Olimpiada Cyfrowa - konkurs dla uczniów szkół ponadgimnazjalnych.

### Prawo Kultury
Program dotyczący prawa autorskiego, w ramach którego uruchomiono serwis o tej samej nazwie, który informuje o prawach, jakie daje uczestnikom kultury obowiązująca w Polsce ustawa o prawie autorskim. W ramach tego programu powstają publikacje tj. antologia My, dzieci sieci: wokół manifestu, tłumaczenie książki Philippe Aigrain’a Dzielenie się. Kultura i gospodarka epoki internetu czy podręcznik Pierwsza pomoc w prawie autorskim.

### CopyCamp

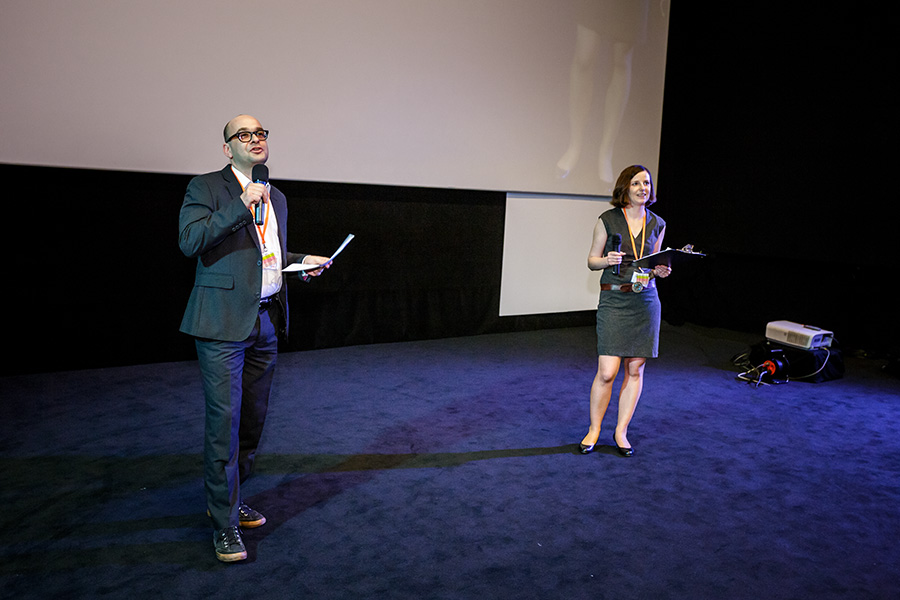
Otwarcie konferencji CopyCamp 2014

26 listopada 2012 w warszawskim kinie Kultura zorganizowano konferencję CopyCamp poświęconą przyszłości prawa autorskiego, gościem specjalnym była na niej Nina Paley. Druga edycja tej konferencji odbyła się 1 października 2013 w kinie Muranów. W związku z wizytą Ebena Moglena w Polsce i jego udziałem w konferencji fundacja wydała zbiór jego tekstów pt. „Wolność w chmurze i inne eseje”. Gośćmi specjalnymi trzeciej edycji w 2014 roku byli Cory Doctorow i Birgitta Jónsdóttir.

### Copyspeak.org
Fundacja monitoruje także język debaty publicznej o prawie autorskim, na jego podstawie opracowała słowniczek Copyspeak.org w jęz. angielskim zawierający rekomendacje dotyczące używania poszczególnych wyrażeń w debacie. Słowniczek ma także postać gry karcianej.

### Historia i Media
Projekt poświęcony historii i dziedzictwu w kulturze cyfrowej. Został założony w 2005 roku, a od 9 stycznia 2010 jest projektem Fundacji.

### Wolne Podręczniki
Projekt tworzenia podręczników szkolnych na wolnych licencjach dla różnych przedmiotów i poziomów nauczania. Został założony w 2007.

### Czytamy Słuchając
Projekt nagrywania audiobooków na podstawie materiałów zgromadzonych w bibliotece Wolne Lektury. W 2008 (rok założenia projektu) udostępniał ich około 150. Pliki są dostępne w formatach MP3, Ogg Vorbis oraz DAISY.

### Inne projekty
Fundacja zorganizowała cykl otwartych seminariów, w trakcie których wraz z zaproszonymi ekspertami rozmawiano o kluczowych publikacjach z zakresu nowych mediów oraz wolnej kultury, a latem 2012 roku powstało Wolnościowe Towarzystwo Filmowe Nowoczesna Polska.